# John G. Sawyer

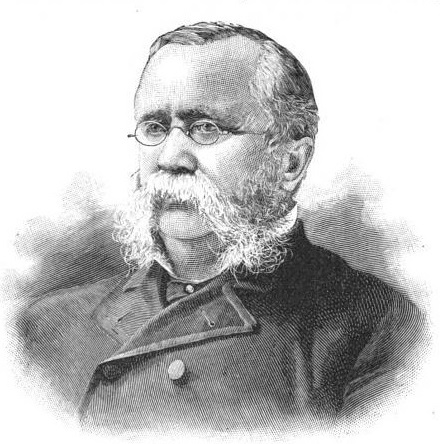
John Gilbert Sawyer (1892)

John Gilbert Sawyer (* 5. Juni 1825 in Brandon, Rutland County, Vermont; † 5. September 1898 in Albion, New York) war ein US-amerikanischer Politiker. Zwischen 1885 und 1891 vertrat er den Bundesstaat New York im US-Repräsentantenhaus.

## Werdegang
John Sawyer besuchte die öffentlichen Schulen seiner Heimat und die Millville Academy im Staat New York. Zwischen 1848 und 1851 hatte er als Schulrat die Aufsicht über die öffentlichen Schulen im Orleans County. Nach einem Jurastudium und seiner 1850 erfolgten Zulassung als Rechtsanwalt begann er in Albion in diesem Beruf zu arbeiten. Von 1851 bis 1862 war er auch Friedensrichter in der Gemeinde Barre. Von 1862 bis 1865 fungierte er dort als Bezirksstaatsanwalt; von 1867 bis 1883 war er ebenfalls im Orleans County Bezirksrichter und Bezirksrat. Politisch war er Mitglied der Republikanischen Partei. Er nahm als Delegierter auf mehreren regionalen Parteitagen in seinem Bundesstaat teil.
Bei den Kongresswahlen des Jahres 1884 wurde Sawyer im 31. Wahlbezirk von New York in das US-Repräsentantenhaus in Washington, D.C. gewählt, wo er am 4. März 1885 die Nachfolge des Demokraten Robert S. Stevens antrat. Nach zwei Wiederwahlen konnte er bis zum 3. März 1891 drei Legislaturperioden im Kongress absolvieren. Ab 1889 war er Vorsitzender des Ausschusses zur Kontrolle der Ausgaben des Marineministeriums.
Im Jahr 1890 verzichtete John Sawyer auf eine weitere Kongresskandidatur. Nach dem Ende seiner Zeit im US-Repräsentantenhaus praktizierte er wieder als Anwalt. Er starb am 5. September 1898 in Albion, wo er auch beigesetzt wurde.